# À la recherche de la Toison d'or
À la recherche de la Toison d'or est une histoire en bande dessinée de Carl Barks, publiée en 1955. Elle met en scène Balthazar Picsou et ses neveux Donald Duck, Riri, Fifi et Loulou. Elle se déroule à Donaldville et en Colchide.

## Synopsis
Picsou décide de remplacer sa redingote achetée d'occasion en Écosse, en 1902. Mais, il souhaite le plus fabuleux des vêtements et imagine d'en faire confectionner un en or. 
De mystérieux marchands se prétendant les « fils de la reine de Seiprah » lui proposent contre cinq lingots d'or de l'aider à s'emparer de la mythologique Toison d'or. Mais, Donald et ses neveux sont méfiants à l'égard de ces personnes.

## Fiche technique
- Histoire n°WUS 12.02 (code Inducks).
- Éditeur : Western Publishing.
- Titre en anglais : The Golden Fleecing.
- Titre en français : Le plus bel habit du monde en 1969, retitrée À la recherche de la Toison d'or en 1995.
- 32 planches.
- Auteur et dessinateur : Carl Barks.
- Première publication aux États-Unis: Uncle Scrooge n°12, juin 1955.
- Première publication en France : Le Journal de Mickey n°910, 23 novembre 1969.

## Cette histoire dans l'œuvre de Carl Barks
Cette chasse au trésor permet de mobiliser l'énergie des cinq personnages : le goût de l'aventure et de la richesse pour Picsou, le courage et l'attention de Donald et l'ingéniosité de Riri, Fifi et Loulou. Elle est classée parmi les histoires « classiques » de Barks, notamment à cause du trésor recherché : la Toison d'or.
Les trois jeunes neveux sont en cours d'évolution. Ils sont membres des Castors Juniors depuis 1951 : ils se servent de leurs connaissances de la mythologie grecque et de celles contenues dans le Manuel des Castors Juniors (inventé un an plus tôt, en 1954) pour aider leurs oncles. Dans ces moyens figurent des fusées et des pétards, les jouets qu'ils ont utilisé, parfois contre leur oncle Donald, lorsqu'ils étaient de petites pestes dans les années 1940 et 1950.

## Cette histoire dans l'univers de Donald Duck
Don Rosa dessine l'achat de la traditionnelle redingote rouge dans « Le Milliardaire des landes perdues ». Cet épisode de la Jeunesse de Picsou se déroule en Écosse en 1902 conformément à ce qui est dit dans À la recherche de la Toison d'or.

## Adaptation en dessin animé
Cet épisode a été adapté en dessin animé sous le titre de La Toison d'or (The Golden Fleecing), épisode de la saison une de La Bande à Picsou, diffusé pour la première fois le 16 novembre 1987.